# Arctia festiva
Arctia festiva es una especie de lepidóptero ditrisio de la familia Erebidae de colores brillantes, que se encuentra en toda Europa y Asia.
Los adultos presentan polimorfismo. Hay varias subespecies. La envergadura es de 45 a 60 mm. El adulto vuelta entre febrero y julio según la localidad. La oruga se alimenta de una gran variedad de plantas.

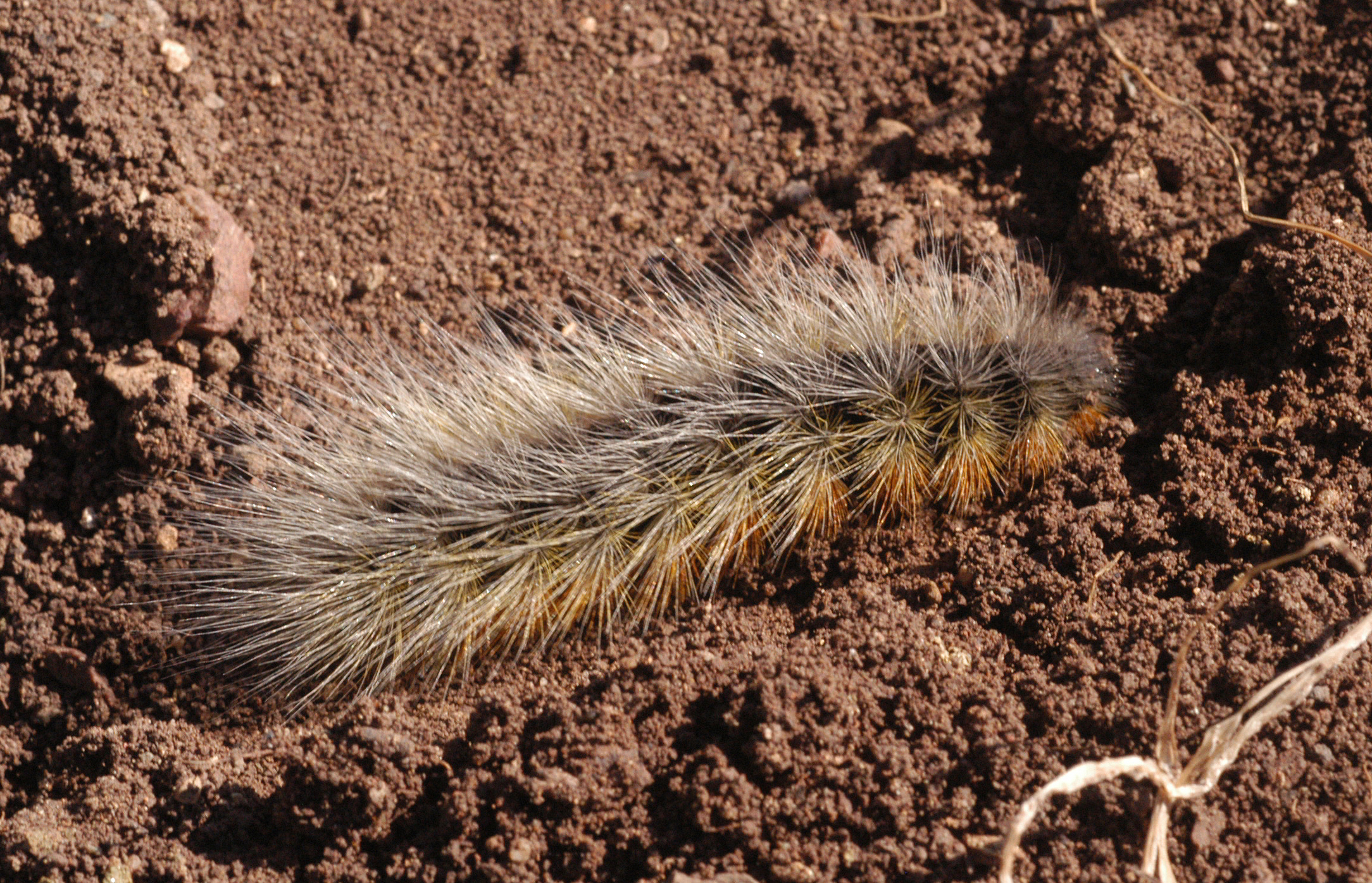
Oruga